# Thierry Tusseau
Thierry Tusseau (født 19. januar 1958 i Seine-Saint-Denis, Frankrig) er en tidligere fransk fodboldspiller, der som midtbanespiller på det franske landshold var med til at vinde guld ved EM i 1984 og bronze VM i 1986. På klubplan var han blandt andet tilknyttet traditionsklubberne FC Nantes og Girondins Bordeaux.